# ТОР «Николаевск»
Территория опережающего социально-экономического развития «Николаевск» — территория в Хабаровском крае, на которой установлен особый правовой режим осуществления предпринимательской деятельности. Создана в 2017 году. Основная специализация — судоремонт, рыбопереработка, добыча полезных ископаемых.

## Развитие территории
ТОР «Николаевск» была создана на Дальнем Востоке в соответствии с постановлением Правительства РФ от 19 апреля 2017 года № 464 "О создании территории опережающего социально-экономического развития «Николаевск» на территориях городских поселений «Город Николаевск-на-Амуре», «Рабочий посёлок Многовершинный», а также Иннокентьевского, Красносельского, Оремифского и Члянского сельских поселений Николаевского муниципального района Хабаровского края. С тех пор границы территории несколько раз расширялись постановлениями Правительства РФ: от 11 ноября 2017 года № 1361, от 7 февраля 2019 года № 90 и от 28 мая 2020 года № 773; последнее расширение связано с реализацией запланированного ранее проекта рыборазводного завода по воспроизводству кеты и горбуши.
Как сообщили в декабре 2020 года в Минвостокразвития России, инвестиции резидентов ТОР «Николаевск» по итогам года превысили объём ранее заявленных вложений. На заседании наблюдательного совета ТОР уточнили, что речь идёт о сумме, превышающей 4,3 млрд рублей. Тогда же в АНО «Агентство Дальнего Востока по привлечению инвестиций и поддержке экспорта» сообщили об отработке для ТОР пяти новых инвестиционных проектов общим объёмом инвестиций почти в миллиард рублей.
В сентябре 2021 года было объявлено о проекте модернизации старейшего на Дальнем Востоке России Охотского торгового порта, который войдет в ТОР «Николаевск» как резидент. По итогам модернизации грузооборот порта вырастет более чем втрое; увеличатся и территории самой ТОР.
Требования к потенциальным резидентам предусматривают, что компания-соискатель должна быть зарегистрированы в ТОР «Николаевск», не должны иметь филиалов вне ТОР, предоставить минимальный объем инвестиций не менее 500 тыс. рублей, не находиться в процессе ликвидации, банкротства или реорганизации и соответствовать профильным видам деятельности ТОР.
По официальным данным на конец 2021 года на территории опережающего развития зарегистрировано 8 резидентов, общая сумма заявленных инвестиций составляет 2,8 млрд рублей, количество создаваемых рабочих мест — 1251. Якорный резидент ТОР — компания «НГК Ресурс» (строительство золотодобывающего предприятия на месторождении «Полянка».

## Резиденты
Резиденты территорий опережающего социально-экономического развития получают ряд налоговых льгот. В частности, нулевой налог на прибыль в течение 5 лет с момента первой прибыли, нулевой налог на землю в течение 3-5 лет, нулевые таможенные пошлины и таможенный НДС при применении процедуры свободной таможенной зоны и прочие льготы.
Резидентами ТОР являются компании "РПК «Восточное», «Охотский СРЗ», «Рыболовецкая Артель им. Блюхера» и др.